# 50-я ракетная армия
50-я ракетная Краснознамённая Армия (войсковая часть (в/ч 55135) — оперативное объединение в составе Ракетных войск стратегического назначения ВС СССР, штаб находился в городе Смоленск.
Сформирована в сентябре 1960 года в соответствии с директивой Генерального штаба ВС СССР на базе 50-й воздушной армии дальней авиации.

## История

### История наименований
- ВВС Калининского фронта[2] (с 17 октября 1941 года);
- 3-я воздушная армия (5 мая 1942 года);
- 1-я воздушная армия дальней авиации (9 апреля 1946 года);
- 50-я воздушная армия дальней авиации (20 февраля 1949 года);
- 50-я ракетная армия (1 августа 1960 года);
- Войсковая часть 49707 (до 04.1946 г.).
- Войсковая часть 55135 (после 04.1946 г.).

### 1-й этап (1960—1965)
1 сентября 1960 года — в боевом составе на боевом дежурстве 50 РА находилось 46 пусковых установок (ПУ) средней дальности, то через год их количество составляло 144 ПУ, к 1 января 1963 года — уже 296 ПУ, из них 8 шахтных ПУ, к 1 января 1964 года их стало 330 (из них шахтных 26), и к 3 февраля 1965 года постановкой шахтного дивизиона 647 рп 40 рд была полностью завершена программа развёртывания северо-западной ракетной группировки, которая стала составлять 351 ПУ (из них 47 шахтных).
Армия дислоцировалась на территории республик Прибалтики, Белоруссии, Мурманской, Ленинградской, Псковской, Новгородской, Калининской и Калининградской областей со штабом в Смоленске.

#### Карибский кризис
В 1962 году отдельные части и подразделения 50 РА были отправлены на Кубу для участия в операции «Анадырь», среди них:
- 79-й гвардейский ракетный полк с ракетами Р-12 (командир полка подполковник И. С. Сидоров, заместитель командира подполковник Ф. З. Хачатуров, заместитель по политчасти майор Н. С. Новиков, начальник штаба подполковник И. П. Клюжев, главный инженер капитан И. Г. Алипченков, заместитель по тылу подполковник Р. Ф. Кравец, командир 1-го дивизиона подполковник И. И. Рудев, командир 2-го дивизиона капитан В. Д. Алпеев);
- 1018-я ртб (начальник ртб подполковник И. В. Шищенко, главный инженер майор Е. М. Орлов, заместитель по политчасти подполковник Г. М. Трибунский, начальник штаба майор В. И. Ермак, начальник 1-й сборочной бригады майор Н. А. Бахвалов, начальник 2-й сборочной бригады капитан Д. В. Герасименко);
- 1-й ракетный дивизион 428-го ракетного полка с ракетами Р-14 (командир дивизиона подполковник В. Т. Полищук) в составе ракетного полка (г. Глухов), который принял под своё командование командир 428-го ракетного полка полковник Н. А. Черкесов;
- 1-я сборочная бригада (начальник подполковник Базанов из ртб полковника Балина).

Первым из прибывших ракетных полков, в рекордно короткий срок 20 октября 1962 года заступил на боевое дежурство 79-й РП подполковника И. С. Сидорова. А 28 октября все 36 ракетных установок были приведены в готовности к пуску. Участие ракетных частей с ракетами средней дальности (РСД) в данной стратегической операции является одной из ярких страниц в истории Ракетных войск стратегического назначения (РВСН). Указом Президиума Верховного Совета СССР от 1 октября 1963 года за образцовое выполнение специального задания правительства многие военнослужащие 50 РА были отмечены правительственными наградами.

### 2-й этап (1965—1970)
Во второй период своей истории 50 РА вступила, имея в своём боевом составе: 9 ракетных дивизий (38 ракетных полков и 38 ремонтно-технических баз) с ракетными комплексами средней дальности, части и подразделения специального и тылового обеспечения, была полностью укомплектована личным составом, ракетным и специальным вооружением, компонентами ракетных топлив, вооружением и автомобильной техникой и несла боевое дежурство всеми наземными и шахтными пусковыми установками, насчитывала 351 пусковую установку, имеющих цели на Западном театре военных действии: 16 наземных пусковых установок с ракетами Р-5М, 276 наземных ПУ с ракетами Р-12Н, 32 шахтных ПУ с ракетами Р-12В, — 12 наземных ПУ с ракетами Р-14 и 15 шахтных ПУ с ракетами Р-14.
В этот период дальнейшее наращивание США и НАТО вооружений, в том числе и ядерных, их качественное совершенствование, усиление военной угрозы с их стороны и другие факторы обусловили необходимость дальнейшего совершенствования ракетных комплексов и средств боевого управления, а также организации и несения боевого дежурства. Главные задачи, которые решали ракетные соединения и части, управление армии в эти годы: напряжённый поиск путей сокращения времени готовности к нанесению ракетного удара, повышения эффективности применения ракетного оружия, качественный скачок в боевой готовности ракетной армии был сделан в начале 1965 года, когда в результате проделанной огромной работы по принципиальному изменению технологии подготовки ракеты к пуску, полки РСД перешли к несению боевого дежурства по новым боевым готовностям. Время пуска на постоянной боевой готовности устанавливается 4 ч 27 мин. Наряду с совершенствованием технологии подготовки ракеты к пуску, потребовались изменения и в организации боевого дежурства, и в системе боевой подготовки ракетных частей и подразделений. Для ракеты Р-12 время подготовки к пуску из постоянной боевой готовности было установлено 3 ч 15 мин, из повышенной боевой готовности — 2 ч, из повышенной боевой готовности 1-й степени — 1 ч, из полной боевой готовности — 22 мин. По результатам опытного боевого дежурства Главнокомандующий РВСН принял решение перейти на шахтных пусковых установках с 19 мая 1969 года на несение боевого дежурства сокращённым составом дежурных расчётов (50 % группы подготовки пуска и расчёта электросилового оборудования) и с сокращением времени на подготовку к пуску, до 14-18 мин. Таким образом, шахтные пусковые установки ракет средней дальности становятся оружием первого удара. В армии в короткий срок разрабатывается и внедряется состав дежурных смен командных пунктов и узлов связи в постоянной боевой готовности, определяется порядок приёма и сдачи боевого дежурства, осмотра и проверки ракетного и специального вооружения, технических систем, передачи боевых документов при смене боевого дежурства. Детально разрабатывается объём и содержание работы командиров и штабов по контролю несения боевого дежурства.
В 1965—1966 годах завершается строительство и вводятся в эксплуатацию штатные сооружения командных пунктов ракетных дивизий. В марте 1968 года во всех ракетных полках с наземными пусковыми установками вводятся штатные командные пункты во главе с начальниками КП и офицерами-дежурными по КП, эти меры повысили качество несения боевого дежурства в звене дивизион-полк. С целью совершенствования возможностей технических средств управления войсками и оружием начинается внедрение автоматизированной системы боевого управлении и практическая её проверка в войсках армии. С наращиванием боевых возможностей военной группировки блока НАТО на Западном ТВД всё большую актуальность для армии приобретает необходимость вывода наземных пусковых установок из-под удара в угрожаемый период с задачей проведения пуска с полевых боевых стартовых позиций.
К 1966 году складывалась ситуация, когда уже значительная часть наземного технологического оборудования стала выходить за пределы гарантийных сроков, а гарантийный ресурс эксплуатации большинства наземных БРК был выработан на 50-60 %. С этой целью в 1965 году службой Главного инженера армии разрабатывается организационно-штатная структура (на базе РМ-61) ремонтно-эксплуатационной части ракетного полка, предназначенной для выполнения регламентных работ и ремонта на технологическом оборудовании и боезапасе ракет. Начинается освоение технического обслуживания и ремонта агрегатов ракетной техники в производственных условиях ремонтных мастерских. Опыт применения специальных подразделений в частях нашей армии оказался положительным, и в 1969 году во всех частях ракетных войск были созданы группы регламента, предназначенные для выполнения наиболее сложных и трудоёмких операций регламента и ремонта на ракетном вооружении, технических системах и системах энергоснабжения.
В течение 1966 года 50 % всех ракетных дивизионов несли десятидневное боевое дежурство в учебных запасных полевых районах, отрабатывая учебно-боевые задачи из различных степеней боевой готовности и решая вопросы всестороннего боевого и тылового обеспечения. Требования к выполнению боевых задач из полевых районов всё больше усложняются, ужесточаются временные нормативы. На учениях с выходом ракетных дивизионов в полевые районы, создавались сложные условие обстановки. Боевые расчёты тренировались в выполнении боевой задачи в условиях радиационного, химического и бактериологического заражения при воздействии диверсионно-разведывательных групп и десантов противника. Отрабатывались приёмы скрытого управления войсками с применением документов СУВ, использованием обходных каналов связи. При работе радиосредств создавались направленные радиопомехи. В ходе учений решались вводные по устранению технических неисправностей и повреждений вооружения. В боевых расчётах пуска отрабатывались задачи сокращённым составом.
В 1968—1969 годах 50 РА решает главную задачу: поддержание и совершенствование всех степеней боевой готовности для надёжного проведения 1-го залпа ракет всеми пусковыми установками точно в назначенное время и последующие пуски в установленные сроки с обеспечением заданной точности поражения объектов в любых условиях обстановки.
Управление 50 РА , имея в своём подчинении 9 ракетных дивизий, два учебных центра, узел связи армии и свыше десятка частей непосредственного подчинения, работает с огромной перегрузкой. По сравнению с 43-й РА, в Смоленской армии число дивизий было в 1,5 раза (9 и 6 дивизий соответственно) а полков в 1,7 раза (42 и 25 соответственно). 50-я РА по своему составу не имела аналогов не только а PBСН, но также и в других видах ВС и родах войск. Командование РВСН неоднократно обращалось в ГШ ВС и к министру обороны СССР с обоснованием необходимости сформировать в Белоруссии третью ракетную армию . Ещё первый главнокомандующий РВСН главный маршал артиллерии М. И. Неделин. выносил такое предложение в 1960 году, об этом ходатайствовал и Маршал Советского Союза К. С. Москаленко Такой же точки зрения придерживался начальник ГШ ВС Маршал Советского Союза М. В. Захаров, причём оптимальный состав ракетных объединений он видел в количестве 4-6 дивизий. Однако никакие доводы в целесообразности и необходимости формирования новой армии РСД убедить ни министра обороны Маршала Советского Союза Р. Я. Малиновского, ни его первого заместителя Маршала Советского Союза А. А. Гречко не смогли. Они считали, что командование и должностные лица управления армии владели значительным опытом руководства подчинёнными соединениями и частями и имели достаточные потенциальные возможности для обеспечения надёжного управления войсками, решения важнейших вопросов их жизнедеятельности и приведения в высокую степень боевой готовности.

### 3-й этап (1970—1977)
С 1970 года 50 РА переходит на смешанную структуру организации войск, когда в боевой состав армии вводится 7-я гвардейская ракетная дивизия, вооружённая ракетами второго поколения межконтинентальной дальности. 13 апреля 1970 года боевой состав армии пополнился 108 пусковыми установками: 3 полка (5 БОТ- 18 ПУ) с ракетами Р-16У и 9 полков ОС (90 ПУ) с ракетами 8К84. Одновременно из состава армии выводится 33-я рд (4 рп с 32 ПУ). Таким образом, боевой состав армии по пусковым установкам увеличился более чем на 30 % и составил 411 ПУ. В это время в 7-й грд продолжалось наращивание ракетной группировки МКР и до конца года на боевое дежурство было поставлено ещё 20 ПУ. Число ПУ в армии достигло 431. Организация работ по постановке одного за другим БРК, перевооружению дивизии на БРК с ракетами, оснащёнными бортовыми вычислительными комплексами и разделяющимися головными частями, обеспечили безаварийность на всём протяжении их эксплуатации.
Перевооружение дивизии продолжалось и на следующем этапе существования армии, вплоть до 1980 года. Развитие 7-й гвардейской ракетной дивизии составляло существенную долю содержания организаторской деятельности управления 50-й РА. В то же время управление армии следуя логике развития РВСН, совершенствовало в этот период боевую деятельность ракетных соединений средней дальности, повышая их возможности и готовность к ведению боевых действий, обеспечивая динамизм развития способов боевого применения. Личный состав дивизий РСД за этот период превратил наземные ратные комплексы с ракетами Р-12 в достаточно мобильные, хотя несколько и громоздкие, ракетные системы, позволившие накопить богатый опыт и отработать тактические приёмы рассредоточения пусковых установок для ведения боевых действий. Тем самым была создана основа для освоения, в дальнейшем, ракетных комплексов с СПУ «Пионер».

### 4-й этап (1977—1985)
В 1977 году 50 РА начинает перевооружение 32-й рд на мобильный ракетный комплекс «Пионер». Первые шаги освоения «Пионера» шли под непрерывной опекой командующего армией генерал-полковника K. B. Герчика, являвшегося некоторое время председателем комиссии по отработке самоходных пусковых установок, и всего управления армии. Командование армии организовало заблаговременную переподготовку личного состава, чётко спланировало развитие всей инфраструктуры ракетной дивизии, коренным образом переработало всю систему боевой подготовки частей СПУ, обеспечило подбор и расстановку офицерских кадров и полное укомплектование всех частей и подразделений, создававшихся по новому штату.
За четыре года напряжённой работы (1977—1980) на боевое дежурство были поставлены все 5 ракетных полков (45 СПУ) 32-й ракетной дивизии. В течение последующих пяти лет (1981—1985) была перевооружена 49-я рд в составе 5 ракетных полков. В процессе развёртывания группировки с полками и дивизиями с СПУ проводилась серия учений различного масштаба (дивизионных, армейских, Главкома и Министра обороны), на которых отрабатывались многочисленные сложные задачи боевого управления, рассредоточения, боевого применения, восстановления боевой готовности в ходе ведения боевых действий и подготовки последующих пусков.
Претерпела серьёзные изменения вся система боевого дежурства и боевого управления, в эксплуатацию были введены подвижной запасной командный пункт ракетной дивизии «Выбор», ракетный комплекс с командными ракетами системы «Периметр». В эти годы в армии параллельно решались задачи по вводу в боевой состав новых БРК с РГЧ с ракетами 15А15 и 15А16, взамен 8К64, развёртывание системы РБУ, а также проводилось снятие с боевого дежурства ракетных дивизий средней дальности в Прибалтике, их вывод из боевого состава армии для переформировании на ракетные комплексы новых поколений на Востоке страны.

### 5-й этап (1985—1990)
В это время в армии были проведены на высоком организационном уровне все мероприятия, предусмотренные Договором между СССР и США по ракетам средней и малой дальности, снята с боевого дежурства соответствующая ракетная техника, реализованы в народное хозяйство тысячи единиц техники, уничтожены ракетные средства, подпадающие под договор, переданы военные городки местным властям и военным округам. При выполнении этих мероприятий не было допущено аварий, катастроф и утраты боевого военного имущества. Удовлетворительно решены судьбы тысяч офицеров и прапорщиков. После выполнения договора по РСМД, 50 ракетная армия была в 1990 году расформирована. Оставшиеся после расформирования части и подразделения соединений 50 РА вошли в состав других ракетных армий РВСН ВС СССР, и стали одной из главных составляющих возрождения РВСН ВС РФ.

## Командование
Командующие
- 22.11.1960 — 05.07.1972 — генерал-полковник Добыш, Фёдор Иванович
- 05.07.1972 — 05.06.1979 — генерал-полковник Герчик, Константин Васильевич
- 05.06.1979 — 08.04.1981 — генерал армии Яшин, Юрий Алексеевич
- 08.05.1981 — 15.11.1985 — генерал-полковник Котловцев, Николай Никифорович
- 15.11.1985 — 03.08.1988 — генерал-лейтенант Козлов, Геннадий Васильевич
- 14.10.1988 — 10.01.1991 — генерал-лейтенант Михтюк, Владимир Алексеевич

Начальники штаба
- 1977—1982 — генерал-майор, генерал-лейтенант Волков, Александр Петрович
- 1982—1985 — генерал-майор, генерал-лейтенант Козлов, Геннадий Васильевич
- 1985—1990 — генерал-майор, генерал-лейтенант Полицын, Ананий Васильевич

## Состав
В боевой состав 50-й Ракетной Армии в разное время входили:
- 7-я гвардейская ракетная дивизия (п. Озёрный, Тверская обл.) с 1970 г. (передана из 3-го отдельного ракетного корпуса, г. Владимир). В 1990 г. дивизия в связи с расформированием 50 РА (Смоленск) передана в состав 27 РА г. Владимир.
  - 41-й ракетный полк с 3 ШПУ МР-УР-100 и 2 ПУ Р-16
  - 129-й ракетный полк с 10 ШПУ МР-УР-100. Расформирован 01.12.1989
  - 183-й ракетный полк с 6 ПУ Р-16
  - 222-й ракетный полк с 10 ШПУ МР-УР-100. Расформирован 01.07.1990
  - 272-й ракетный полк с 10 ШПУ МР-УР-100
  - 319-й ракетный полк с 10 ШПУ МР-УР-100. Расформирован 01.12.1989
  - 320-й ракетный полк с 10 ШПУ МР-УР-100. Расформирован 01.12.1989
  - 342-й ракетный полк с 10 ШПУ МР-УР-100
  - 509-й ракетный полк с 10 ШПУ МР-УР-100. Расформирован 30.01.1990
  - 510-й ракетный полк с 10 ШПУ МР-УР-100
  - 526-й ракетный полк с 10 ШПУ МР-УР-100. Расформирован 01.10.1993
  - 753-й ракетный полк с 3 ШПУ МР-УР-100 и 4 ПУ Р-16
  - 818-й ракетный полк с 10 ШПУ МР-УР-100

- 23-я гвардейская ракетная дивизия (г. Валга, Эстония). С 15 марта 1960 года. 30 апреля 1982 года передана 53 РА г. Канск. В 1981-82 гг. штаб рд и л. с. 94 рп, 846 рп, 304 рп передислоцированы в г. Канск, Красноярский край.
  - 30-й гвардейский ракетный полк (г. Алуксне, Латвия), комплекс Р-12н (по 4шт Strautini и Zeltini), 4шт Р-12в (Tirza), в 1982 г. передан в 40 рд (г. Остров)
  - 94-й гвардейский ракетный полк (г. Хаапсалу, Эстония), комплекс Р-12н. В 1978 году расформирован
  - 304-й гвардейский ракетный полк (г. Раквере, Эстония), комплекс Р-12н. В 1978 году передан 8-й рд (Юрья, Кировской обл.).
  - 305-й гвардейский ракетный полк (г. Выру, Эстония), комплекс Р-12н, в 1982 г. передан в 40 рд (г. Остров)
  - 846-й ракетный полк (г. Валга, Эстония), комплекс Р-12н, Р-12в до 1982 г.

- 24-я гвардейская ракетная дивизия (г. Гвардейск, Калининградская обл.). С 1 июля 1960 года. Дивизия расформирована в 1990 году
  - 25-й ракетный полк (г. Советск, Калининградская обл.), комплекс Р-12н до 1990 г.
  - 97-й ракетный полк (г. Гвардейск, Калининградская обл.), комплекс Р-5 м до 1968 г.
  - 308-й ракетный полк (г. Неман, Калининградская обл.), комплекс Р-12н до 1978 г.
  - 323-й ракетный полк (г. Гусев, Калининградская обл.), комплекс Р-12н до 1989 г.
  - 330-й ракетный полк (г. Знаменск, Калининградская обл.), комплекс Р-12н до 1989 г.

- 29-я гвардейская ракетная дивизия (г. Шяуляй, Литва). С 1 июля 1960 года. С декабря 1985 года вошла в состав 53 РА (Иркутск).
  - 79-й ракетный полк (г. Плунге, Литва), комплекс Р-12н, Р-12в до 1979 г.
  - 115-й ракетный полк(п. Паплака, Лиепайский район, Латвия), комплекс Р-5м (наземный), два дивизиона (Barta 1,2) до 1968 г.
  - 307-й ракетный полк (г. Елгава (Jelgava), Латвия), Misa, шахтный, 4 шт. Р-14(или Р12н?), наземн. Р-12в (по 4 шт. Zalite 1 и 2) до 1981 г.
  - 344-й ракетный полк (г. Приекуле (Priekule), Латвия), комплекс Р-14н (3 шт. Vainode и 2двз? 4шт Nigrade), Р-14в (3 шт. Embute) до 1981 г.
  - 867-й ракетный полк (г. Добеле, Латвия), комплекс Р-12н (по 4шт Tervete и Augstkalne), Р-12в (4 шт Eleja) до 1981 г.

- 31-я гвардейская ракетная дивизия (г. Пружаны (передислоцирована из Пинска), Брестская обл.). Дивизия расформирована в 1990 году
  - 44-й гвардейский ракетный полк (г. Малорита (ранее — Кобрин), Брестская обл.), комплекс Р-12н до 1989 г.
  - 56-й гвардейский ракетный полк (п. Засимовичи, Пружанский район, Брестская обл.), комплекс Р-12н до 1985 г., В 1985г передан в 49 рд г. Лида
  - 85-й гвардейский ракетный полк (г. Пинск, Брестская обл.), комплекс Р-12н до 1989 г.
  - 142-й гвардейский ракетный полк (г. Новогрудок) до 1962 г.
  - 306-й ракетный полк (г. Слуцк) до 1962 г.
  - 403-й гвардейский ракетный полк (г. Ружаны (ранее — Слобудка), Брестская обл.), комплекс Р-12н до 1985 г., В 1985 г передан в 49 рд г. Лида
  - 638-й гвардейский ракетный полк (г. Слоним, Брестская обл.), комплекс Р-12н до 1980 г., В 1980г передан в 49 рд г. Лида

- 32-я ракетная дивизия (г. Поставы Витебская обл.). В 1990 г. дивизия в связи с расформированием 50 РА (Смоленск) передана в состав 43 РА г. Винница. Дивизия расформирована в 1993 году.
  - 170-й ракетный полк (г. Лида) с 1962 г. — 49 рд
  - 249-й ракетный полк (г. Полоцк, Витебская обл.), комплекс Р-12н до 1979 г. (3 наземных дивизиона?), с 1980 по 1986 г. комплекс «Пионер», с 1986 г. по 1988 г. комплекс «Горн»
  - 346-й гвардейский ракетный полк (г. Поставы, Витебская обл.), комплекс Р-12н до 1976 г., (2 наземных дивизиона), комплекс Р-12в до 1978 г., (1 шахтный дивизион), комплекс «Пионер» с 1977 г. по 1983 г., комплекс «Пионер-УТТХ» с 1983 по 1990 г., с 1992 г. комплекс «Тополь». В 1993 г. передан в 49 рд г. Лида
  - 376-й гвардейский ракетный полк (г. Лида) с 1962 г. — 49 рд
  - 402-й гвардейский ракетный полк (п. Ветрино, Витебская обл.), комплекс Р-12н до 1978 г., (2 наземных дивизиона?), комплекс «Пионер» с 1979 г. по 1983 г., комплекс «Пионер-УТТХ» с 1983г по 1990 г.
  - 428-й гвардейский ракетный полк (г. Сморгонь, Гродненская обл.), комплекс Р-14н, Р-14в до 1977 г., (2 наземных, 1 шахтный Р-14, Р-14У ?), комплекс «Пионер» с 1978 г. по 1982 г., Комплекс «Пионер-УТТХ» с 1982 г. по 1990 г.
  - 835-й ракетный полк (г. Сморгонь, Гродненская обл.), комплекс «Пионер» с 1980 г. по 1981 г., (сформирован сразу с Пионером?), комплекс «Пионер-УТТХ» с 1981 г. по 1990 г.

- 33-я гвардейская ракетная дивизия (г. Мозырь Гомельская обл.). 19 марта 1970 года дивизия передана в состав 43 РА г. Винница.
  - 85-й гвардейский ракетный полк (г. Пинск, Брестская обл.) комплекс Р-12н. 1 октября 1962 года передан в 31-ю гвардейскую ракетную дивизию
  - 104-й ракетный полк (д. Лапичи, Могилёвская обл.) без вооружения. 1964 году передислоцирован в Татищево Саратовской области
  - 156-й отдельный ракетный полк. (г. Житковичи, Гомельская обл.). Полк предназначался для передислокации в ГДР, но 12 июля 1962 года расформирован
  - 369-й гвардейский ракетный полк (г. Житковичи, Гомельская обл.) комплекс Р-12н
  - 396-й ракетный полк (г. Петриков, Гомельская обл.) комплекс Р-12н
  - 398-й ракетный полк (д. Козенки, Гомельская обл.) комплекс Р-12н
  - 404-й ракетный полк (г. Гомель) комплекс Р-12н

- 40-я ракетная дивизия (г. Остров, Псковская обл.). Дивизия расформирована в 1989 г.
  - 24-й ракетный полк (п. Тайбола, Мурманская обл.), комплекс Р-14в до 1982 г.
  - 30-й гвардейский ракетный полк (г. Алуксне, Латвия), в 1982 г. передан из 23 рд (г. Валга, Эстония), комплекс Р-12н до 1989 г., Р-12в до 1984 г.
  - 303-й ракетный полк (г. Кингисепп, Ленинградская обл.), комплекс Р-12н, Р-12в до 1980 г.
  - 305-й гвардейский ракетный полк (г. Выру, Эстония, в 1982 г. передан из 23 рд (г. Валга, Эстония), комплекс Р-12н до 1989 г.
  - 647-й ракетный полк (г. Остров, Псковская обл.), комплекс Р-12н до 1989 г., Р-12в до 1982 г.

- 49-я гвардейская ракетная дивизия (г. Лида Гродненская обл.). В 1990 г. дивизия в связи с расформированием 50 РА (Смоленск) передана в состав 43 РА г. Винница. Дивизия расформирована в 1994 году.
  - 56-й гвардейский ракетный полк (п. Засимовичи, Пружанский район, Брестская обл.), в 1985 г. передан из 31 рд (Пружаны), комплекс «Пионер» с 1985 г. по 1990 г., комплекс «Тополь» с 1991 г. по 1993 г.
  - 142-й гвардейский ракетный полк (г. Новогрудок (см. Бердовка), Гродненская обл.), комплекс Р-12н до 1979 г. В 1980 г. передислоцирован в г. Нижний Тагил
  - 170-й ракетный полк (г. Минойты, Лидский район, Гродненская обл.), комплекс Р-12н до 1979 г., комплекс «Пионер-УТТХ» 1981 г., комплекс «Пионер» с 1981 г. по 1990 г., комплекс «Тополь» с 1990 г. по 1993 г.
  - 306-й ракетный полк (г. Слуцк, Минская обл.), в 1980 г. передан в 33 рд (г. Мозырь)
  - 376-й гвардейский ракетный полк (п. Гезгалы, Гродненская обл.), комплекс Р-12н до 1979 г., комплекс «Пионер» с 1980 г. по 1989 г., комплекс «Тополь» с 1989 г. по 1993 г.
  - 403-й гвардейский ракетный полк (г. Ружаны, Брестская обл.), в 1985 г. передан из 31 рд (Пружаны), комплекс «Пионер» с 1985 г. по 1990 г., комплекс «Тополь» с 1991 г. по 1993 г.
  - 638-й гвардейский ракетный полк (г. Слоним, Брестская обл.), в 1980 г. передан из 31 рд (Пружаны), комплекс «Пионер» с 1980 г. по 1989г, расформирован в 1990 г.

- 58-я ракетная дивизия (г. Каунас, Литва). Дивизия расформирована в 1990 г.
  - 42-й ракетный полк (п. Кармелава, Каунасский район, Литва), комплекс Р-12н до 1990 г. (это был последний полк Р-12) Перед снятием с БД последнего дивизиона было проведено показательное КЗ, куда пригласили семьи, ветеранов, жителей городка. В 1990 расформирован.
  - 324-й ракетный полк (г. Укмерге, Литва), комплекс Р-12н до 1989 г., В 1989 расформирован.
  - 637-й гвардейский ракетный полк (г. Таураге, Литва), комплекс Р-12н до 1989 г., В 1989 расформирован.